# La Gloire du régiment
Pour plus de détails, voir Fiche technique et Distribution.
La Gloire du régiment est une comédie belge réalisée en 1937 par l’acteur allemand Sig Arno.

## Fiche technique
- Titre : La Gloire du régiment
- Réalisateur : Sig Arno
- Scénario : Hendrik Caspeele, Robert Scharfenberg
- Durée : 85 minutes
- Date de sortie : 
  - Belgique : 15 janvier 1937

## Distribution
- René Bertal : Karel, un coureur cycliste sous les drapeaux qui fait le mur pour pouvoir participer à une course importante
- Hélène Dussart : Violetta
- Chelly Da Costa : Liliane, une sportive
- Robert Marcel : Stafke
- Esther Deltenre : la tante

## Tournage
La Gloire du régiment ou La terreur de Beverloo est le seul film réalisé par Sig Arno. L'acteur allemand, après avoir quitté l'Allemagne pour fuir le régime hitlérien, a d'abord obtenu un petit rôle au Portugal. Après avoir réalisé La Gloire du régiment, Aron s'est rendu aux États-Unis où il a joué à Hollywood quelques rôles dans des films mineurs.

## Deux versions du film
Le film existe en deux versions, l'une en langue française, l'autre en néerlandais sous le titre De roem van het regiment. Certaines scènes diffèrent dans les deux versions.